# Klàvdia Netxàieva
Klàvdia Andréievna Netxàieva (rus: Клавдия Андреевна Нечаева) (Polianki, governació de Riazan, Imperi Rus, 9 de març de 1916 - óblast de Volgograd, 17 de setembre de 1942) fou una militar russa, pilot de combat de la Força Aèria Soviètica durant la Segona Guerra Mundial. Inicialment comandà el 586è Regiment de Caça, un dels tres regiments format per dones al cos soviètic durant el conflicte.

## Trajectòria
Netxàieva nasqué el 9 de març de 1916 a Polianki, localitat situada a la governació de Riazan de l'Imperi Rus i assistí a una escola integral local. Aprengué a volar a l'aeroclub Ismailovski de Moscou i, més tard, hi treballà com a instructora. Després de la invasió alemanya de la Unió Soviètica, fou convidada a formar part del grup d'aviació femenina capitanejat per Marina Raskova. Després d'haver-s'hi unit, fou enviada a entrenament, amb la resta de dones voluntàries, a l'Escola d'Aviació Militar Engels. A Netxàieva s'entrenà pilotant un Iak-1 per al 586è Regiment d'Aviació de Caces, una unitat de defensa aèria i el primer dels tres regiments de dones. per desplegar-se al front. El setembre de 1942 va ser transferida, amb altres dones pilot, al 434è Regiment d'Aviació de Caça masculí, amb seu a Stalingrad. Entre els historiadors no queden clar els motius del trasllat, que van des de la necessitat de més pilots de combat a la batalla de Stalingrad fins a motivacions personals de Tamara Kazarinova (comandant del 586è regiment femení) que volia desfer-se dels pilots que es queixaven d'ella. A l'arribada, realitzà vols de suport a vaixells i barcasses que transportaven mercaderies per la ciutat.

### Mort
El seu darrer vol el realitzà el 17 de setembre de 1942 quan el comandant de l'esquadró i cap de la seva unitat, Ivan Kliesxev (48 victòries), l'escollí com a ala, per tal de protegir-lo d'atacs per rereguarda. Poc abans de l'aterratge de tornada d'una missió, ja sense munició ni quasi combustible, en la qual s'abateren quatre avions enemics, l'avió del comandant fou albirat com a objectiu per tres Me 109. Fou aleshores quan els bombarders en picat Pe-2 que l'escortaven foren capaços de neutralitzar l'amenaça. Per a salvar el comandant, s'endugué el foc enemic i s'estavellà sobre els caces alemanys, sacrificant-se a la vista de tot el personal de l'aeròdrom.
El 6 d'abril de 1985 rebé a títol pòstum l'Orde de la Guerra Patriòtica de 2a classe. És honrada amb un carrer de Voljski, a l'óblast de Volgograd, que porta el seu nom, a més d'una escola. El seu nom apareix al Saló de la Glòria Militar del Mamàiev Kurgan.